# Cuartel las Palmas
Cuartel las Palmas är en ort i Mexiko.   Den ligger i kommunen Ocampo och delstaten Michoacán de Ocampo, i den södra delen av landet, 120 km väster om huvudstaden Mexico City. Cuartel las Palmas ligger 2 881 meter över havet och antalet invånare är 618.
Terrängen runt Cuartel las Palmas är huvudsakligen kuperad, men åt sydväst är den bergig. Terrängen runt Cuartel las Palmas sluttar västerut. Runt Cuartel las Palmas är det ganska tätbefolkat, med 222 invånare per kvadratkilometer. Närmaste större samhälle är Heróica Zitácuaro, 18,0 km sydväst om Cuartel las Palmas. I omgivningarna runt Cuartel las Palmas växer i huvudsak blandskog.